# Mudcrutch

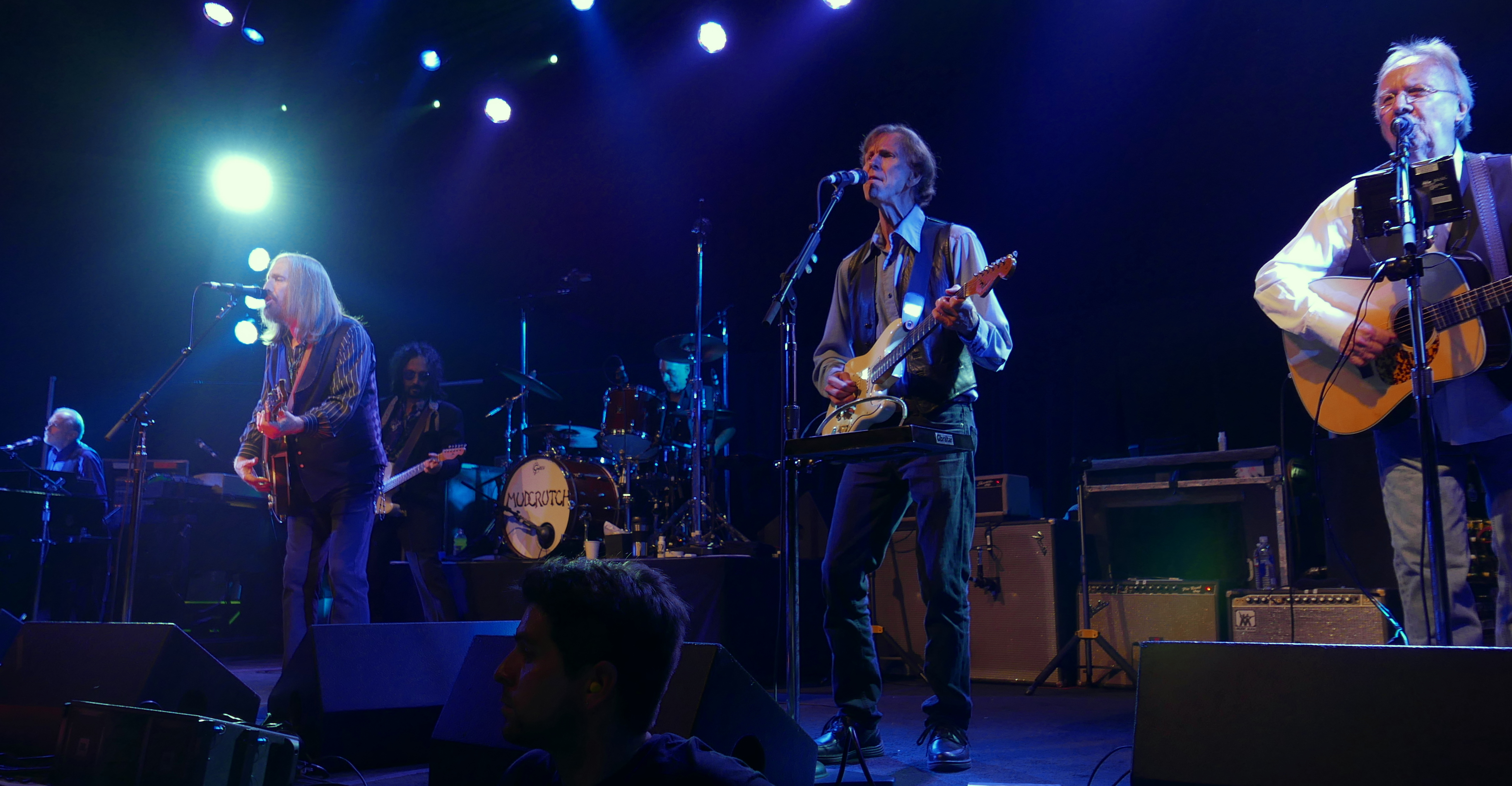
Mudcrutch (2016)

Mudcrutch war eine Rockband aus Gainesville, Florida, aus der 1976 die Band Tom Petty & the Heartbreakers entstand.

## Bandgeschichte
Mudcrutch wurde 1970 gegründet, die Band hatte jedoch zuvor in selber Besetzung schon unter verschiedenen anderen Namen gespielt. Gründungsmitglied Leadon verließ die Band nach einer erfolglosen Single 1972 und wurde von Danny Roberts ersetzt. Im selben Jahr stieß auch der Keyboarder Benmont Tench dazu. Über mehrere Jahre war Mudcrutch die „Hausband“ im „Dub’s Diner“ in Gainesville.
1974 bekam Mudcrutch einen weiteren Plattenvertrag. Die Band zog nach Los Angeles und veröffentlichte im Jahr darauf bei Shelter Records die Single Depot Street. Diese konnte sich jedoch nicht in den Charts platzieren, worauf sich die Band auflöste. Petty, Campbell und Tench blieben zusammen und gründeten 1976 die Band Tom Petty and the Heartbreakers, die seither weltweit erfolgreich wurde.

## Reunion
Im August 2007 trafen sich die Gründungsmitglieder und nahmen ihr erstes gemeinsames Album auf. Dieses wurde am 29. April 2008 veröffentlicht und stieg in den Billboard-Albumcharts auf Position 8 ein. Es folgte ein zweites Album, das 2016 unter dem Titel 2 erschien. Zu beiden Alben folgte jeweils eine kurze USA-Tournee.

## Diskografie

### Album
- 2008 – Mudcrutch
- 2016 – 2

### Singles
- 1971 – Up in Mississippi Tonight
- 1975 – Depot Street
- 2008 – Scare Easy
- 2008 – Extended Play Live (EP)